# Raviggiolo
Le raviggiolo, également appelé raveggiolo et ravaggiolo, est un fromage à pâte fraîche italien fabriqué à partir de lait de vache, ou occasionnellement de lait de brebis ou de lait de chèvre, typique de l'Apennin tosco-romagnol. 

## Histoire
Le premier document historique concernant le raviggiolo date de 1515 et fait état d'une donation au pape Léon X. Pellegrino Artusi utilise ce fromage pour la garniture des cappelletti,.

## Préparation
Pour le préparer, on ajoute de la présure au lait et on laisse coaguler un court instant, puis, sans casser le caillé, on l'égoutte sur des nattes ou des paniers en osier ou en matière plastique ou entre des feuilles de fougère, de figuier ou de chou .
Il se consomme frais, quelques jours après sa préparation ; la période traditionnelle de production, compte tenu de sa durée de conservation réduite, se limitait aux mois frais, d'octobre à mars.
Il est préparé dans les villages de Tredozio, Modigliana, Bagno di Romagna, Portico e San Benedetto, Premilcuore, Santa Sofia en Romagne et Bibbiena, Chiusi della Verna, Pieve Santo Stefano, Poppi, Pratovecchio, San Godenzo, Sansepolcro et Stia en Toscane, ainsi que dans toutes les communes du Parc national des forêts du Casentino, Monte Falterona, Campigna.

## Caractéristiques
Il mesure environ 3-4 cm pour un diamètre de 20-25 cm ; son poids varie de 800 g à 1,4 kg ; sa forme est vaguement ronde. Il a une pâte semi-dure et très tendre, de couleur blanc laiteux, avec une saveur douce et délicate, légèrement beurrée.